# Celoux
Celoux – miejscowość i gmina we Francji, w regionie Owernia-Rodan-Alpy, w departamencie Cantal.
Według danych na rok 1990 gminę zamieszkiwały 103 osoby, a gęstość zaludnienia wynosiła 11 osób/km² (wśród 1310 gmin Owernii Celoux plasuje się na 740. miejscu pod względem liczby ludności, natomiast pod względem powierzchni na miejscu 834.).